# Dejan Stojanović (Fußballspieler)
Dejan Stojanović (mazedonisch Дејан Стојановиќ; * 19. Juli 1993 in Feldkirch) ist ein österreichisch-nordmazedonischer Fußballspieler.

## Karriere

### Verein
Stojanović begann seine Vereinskarriere bei SW Bregenz und kam im Jahre 2005, nach dem Konkurs des Vereines zum SC Bregenz, der Jahre später ebenfalls in Schwarz-Weiß Bregenz umbenannt wurde, und als Auffangbecken für die Jugendspieler der Bregenzer fungierte. Ein paar Jahre später wurde er in das Vorarlberger Leistungszentrum einberufen. Im März 2010 stand er gegen den SCR Altach erstmals im Kader seines Stammklubs FC Lustenau 07. Sein Debüt für Lustenau in der zweiten Liga gab er im Mai 2010, als er am 33. Spieltag der Saison 2009/10 gegen den SC Austria Lustenau in der Startelf stand. In der Saison 2010/11 absolvierte Stojanović 23 Spiele für Lustenau in der zweithöchsten Spielklasse.
Im August 2011 wechselte er nach Italien zum FC Bologna. In seiner ersten Saison bei Bologna kam er nur für die Primavera-Mannschaft zum Einsatz. Im Mai 2013 kam er schließlich zu seinem Debüt für die Profis in der Serie A, als er am 35. Spieltag der Saison 2012/13 gegen Lazio Rom im Tor von Bologna stand. In jenem Spiel kassierte er jedoch sechs Gegentore, Bologna kassierte eine 6:0-Niederlage. Bis Saisonende kam er zu drei weiteren Einsätzen, am 37. Spieltag blieb er gegen den FC Parma auch ein erstes Mal ohne Gegentor. In der Saison 2013/14 kam er zu einem Einsatz in der höchsten italienischen Spielklasse, aus der er zu Saisonende mit Bologna absteigen musste. Daraufhin absolvierte er fünf Spiele für den Verein in der Serie B, ehe er im Jänner 2015 an den Ligakonkurrenten FC Crotone verliehen wurde. Für Crotone absolvierte er bis zum Ende der Saison 2014/15 zwei Spiele in der Serie B. Nach dem Ende der Leihe kehrte er zur Saison 2015/16 zum inzwischen wieder erstklassigen FC Bologna zurück. In jener Spielzeit kam er jedoch zu keinem Einsatz und verließ den Verein nach Saisonende.
Im August 2016 wechselte Stojanović in die Schweiz zum FC St. Gallen. Im November 2016 kam er am 14. Spieltag der Saison 2016/17 gegen den FC Lugano zu seinem ersten Einsatz in der Super League. In seiner ersten Saison bei den Schweizern kam er insgesamt zu vier Einsätzen in der Liga. In seiner zweiten Saison bei St. Gallen kam er zu 13 Einsätzen in der Super League. In der Saison 2018/19 gelang ihm schließlich sein Durchbruch bei St. Gallen und er absolvierte 34 Ligaspiele.
Nach weiteren 18 Spielen in der Saison 2019/20 wechselte er im Jänner 2020 nach England zum Zweitligisten FC Middlesbrough, bei dem er einen bis Juni 2023 laufenden Vertrag erhielt. Nachdem er zu Beginn nur dritter Torwart gewesen war, war er ab dem 37. Spieltag Stammtorwart und absolvierte bis Saisonende acht Spiele in der EFL Championship. Zur Saison 2020/21 verlor er seinen Platz jedoch an den Neuzugang Marcus Bettinelli und kam in der Hinrunde nie in der Liga zum Einsatz. Daraufhin wechselte Stojanović im Jänner 2021 bis zum Ende der Saison 2020/21 auf Leihbasis nach Deutschland in die 2. Bundesliga zum FC St. Pauli. Bis zum Ende der Leihe kam er zu 19 Einsätzen für die Hamburger in der 2. Bundesliga. Nach dem Ende der Leihe kehrte er zur Saison 2021/22 nach England zurück. In Middlesbrough war er aber nach seiner Rückkehr hinter Joe Lumley und Luke Daniels nur dritter Tormann und kam nie zum Einsatz. Daraufhin wurde Stojanović im Jänner 2022 ein zweites Mal in die 2. deutsche Bundesliga verliehen, diesmal an den FC Ingolstadt 04. Bis zum Ende der Leihe kam er zu neun Einsätzen für den FC Ingolstadt, mit dem er zu Saisonende aus der 2. Bundesliga abstieg.
Nach dem Ende der Leihe kehrte er diesmal nicht mehr nach England zurück, sondern blieb in Deutschland und wechselte zur Saison 2022/23 fest zum Zweitligisten SSV Jahn Regensburg, bei dem er einen bis Juni 2024 laufenden Vertrag erhielt. Für Jahn spielte er 14 Mal in der 2. Bundesliga, aus der er aber auch mit diesem Verein zu Saisonende abstieg. Anschließend kehrte Stojanović zur Saison 2023/24 nach Österreich zurück und wechselte zum Bundesligisten SCR Altach, bei dem er bis 2025 unterschrieb.

### Nationalmannschaft
Der gebürtige Österreicher Stojanović spielte zunächst zwischen 2010 und 2011 für die mazedonische U21-Auswahl. Im Oktober 2011 stand er einsatzlos im Kader der österreichischen U-19-Mannschaft.